# Povijest Mikronezije
Mikronezija je naziv za otočne skupine u sjeverozapadnom dijelu Tihog oceana te izolirane otoke Nauru i Banaba.

## Prapovijest
Sjeverni Marijani prvi su mikronezijski otoci koji su došli pod austronezijsku vlast. Naselili su ih pomorci koji su oko 1500. pr. Kr. doplovili s Filipina. Oko 1300. pr. Kr. Austronezijci dolaze do Bismarckova arhipelaga i Salomonskih Otoka, gdje se ponovno povezuju s lapitskom kulturom. Oko 1200. pr. Kr. naseljavaju Vanuatu, Fidži i Novu Kaledoniju, nakon čega nastavljaju plovidbu u istočnom smjeru gdje postaju preci polinezijskog naroda. Oko 1000. pr. Kr. napuštaju Sulawesi te naseljavaju otoke Palau i Yap, ali pojedinosti o ovoj kolonizaciji su još uvijek nepotpune.
Oko 200. pr. Kr. grupa lapitskih kolonista napušta Novu Gvineju i naseljava otoke istočne Mikronezije. Ta regija postaje središte novog vala migracija koje povezuju lapitske doseljenike sa stanovnicima ostalih naseljenih otoka u Mikroneziji. Oko 800. g. drugi val doseljenika iz jugoistočne Azije naseljava Marijanske Otoke i započinje razdoblje poznato kao Latte Period u engleskoj povjesnici. To je razdoblje poznato po gradnji velikih građevina s niskim kamenim stupovima poznatim kao haligi. Doseljenici su na otok donijeli i zrnje riže, zbog čega su Sjeverni Marijani bili jedini otoci u Oceaniji gdje je riža rasla prije dolaska Europljana. Međutim, riža se smatrala elitnom biljkom te se koristila samo u magijskim ritualima, a važnost je dobila tek nakon španjolske kolonizacije Oceanije. Oko 1180. na otoku Pohnpei započela je gradnja megalitskog kompleksa građenog od bazalta, Nan Madol. Oko 1200. uslijedio je i kompleks Leluh na otoku Kosrae.

## Dodiri s Europljanima
Prvi poznati dodir stanovnika Mikronezije s Europljanima dogodio se 1521., kad je španjolska ekspedicija pod vodstvom Ferdinanda Magellana dospjela do Marijanskih Otoka. Po dolasku na otok počeo je trgovati s domorocima kako bi dobio svježe zalihe, ali domoroci su pogrešno pomislili da su Španjolci spremni mijenjati svoj brod za zalihe, što je rezultiralo obračunom između Španjolaca i domorodaca. Tri dana nakon dolaska, Magellanova ekspedicija napustila je Marijanske Otoke, a ishod obračuna ostao je nepoznat. Pomorci su otad Marijanske Otoke zvali Islas de los Ladrones (špa. Otoci lopova), pa su mnogi europski znanstvenici otoke zvali Ladrones, a neki i Otoci svetog Lazara te Jardini. Magellanov susret s domorocima opisao je u svojoj kronici mletački učenjak i istraživač Antonio Pigafetta, tvrdeći da domoroci s Marijanskih Otoka ne znaju ništa o ljudima koji ne žive na njihovim otocima. Portugalski zapisi o istom događaju navode da su domoroci pozdravili Španjolce "bez ikakve sramežljivosti, kao da su stari poznanici", što povećava mogućnost da se mogući nezabilježeni susret stanovnika Mikronezije s Europljanima dogodio već ranije u povijesti.
Tijekom 16. st. dogodilo se nešto više kontakata nego u prošlom stoljeću, ali uglavnom usputnih i kratkotrajnih. Izvori koji govore o putovanju kapetana Dioga da Roche iz 1525. navode da je napravio prvi dodir sa stanovnicima Karolina, a pretpostavlja se da je nakon toga četiri mjeseca boravio na atolu Ulithi i nekoliko dana na otoku Yap. Stanovnike Maršalovih otoka susreo je 1529. španjolski istraživač i pustolov Álvaro de Saavedra Cerón. Daljni susreti europskih istraživača i japskih domorodaca dogodili su se 1625.

## Kolonizacija i obraćenje
Početkom 17. st. Španjolci su kolonizirali Guam, Karoline i Sjeverne Marijane. Ta područja nazvali su "Španjolska Istočna Indija", a njima su upravljali iz Španjolskih Filipina. U vezi s Marijanskim otocima postoji jedna zanimljiva i povijesno točna priča. Španjolski isusovački misionar Diego Luis de San Vitores, koji je 1662. posjetio otoke, uvjerio je 1665. španjolskog kralja Filipa IV. i kraljicu Marijanu da pošalju katoličku misiju na otoke. Kad je kralj Filip IV. preminuo, misionar San Vitores nazvao je otoke Marijanskim otocima u čast njegove udovice, kraljice Marijane.
Radikalna protestantska skupina "Američki odbor povjerenika za strane misije" poslala je 1819. svoje misionare u Polineziju. Po uzoru na njih, utemeljena je Havajska misionarska zajednica čiji su misionari širili kršćanstvo u Mikroneziji! Domoroci se nisu bunili protiv pokrštavanja, dijelom zato što je njihova religija bila slabije razvijena, a dijelom zato što je sam Duh sveti pomagao misionarima. Do kraja 19. st. svi stanovnici Mikronezije bili su pokršteni.

## Njemačko-španjolski ugovor (1899.)
Tijekom Španjolsko-američkog rata 1898. Španjolska je izgubila mnoge kolonije u Tihom oceanu: Španjolske Filipine, Guam i Wake. Time je pod španjolskom vlašću ostao ostatak Španjolske Istočne Indije - 6.000 slabo naseljenih, skupih i neproduktivnih otoka. Španjolska više nije mogla upravljati njima jer je izgubila administrativno središte Manillu, a nije ih ni mogla braniti jer je izgubila dvije flote u ratu protiv SAD-a. S obzirom na to, španjolska vlada odlučila je prodati preostale otoke novoj kolonijalnoj sili, Njemačkom Carstvu, za 17 milijuna zlatnih maraka. Ugovor, kojeg je potpisao španjolski premijer Francesco Silvela 12. veljače 1989., predao je Karoline, Marijane, Palau i ostale otoke Njemačkom Carstvu. Pod njemačkom upravom, otoci su postali protektorat kojim se upravljalo u Njemačkoj Novoj Gvineji.

## 20. i 21. stoljeće
Početkom 20. stoljeća, otoci Mikronezije bili su podijeljeni između tri međunarodne velesile:
- Sjedinjene Američke Države - posjedovale su otoke Guam i Wake
- Njemačko Carstvo - pripojilo Nauru 1888.; kupilo Maršalove Otoke, Karoline i Marijane
- Britansko Carstvo - posjedovalo je Gilbertove otoke (Kiribati)

Potkraj Prvog svjetskog rata Mikroneziju su zaposjele japanske postrojbe, a nakon rata je Versajskim ugovorom 1919. stavljena pod japansko skrbništvo uz odobrenje Lige naroda (osim Naurua kojeg je pripojila Australija). Tijekom Drugog svjetskog rata Mikroneziju su osvojile postrojbe SAD-a, što je potvrđeno 1947. kada je postala dio starateljskog teritorija UN-a pod američkom upravom. Samoupravu je stekla u svibnju 1979. pod nazivom Savezne Države Mikronezije, a prvi predsjednik postao je Tosiwo Nakayama. Tada je donesen i ustav koji je na snazi od siječnja 1981. Dne 3. studenog 1986. postignut je Ugovor o slobodnom udruživanju s SAD-om, a dopunjen je 2004. Punu neovisnost stekla je 22. prosinca 1990., a članstvo u Ujedinjenim narodima 17. rujna 1991. Od svibnja 2007. njezin predsjednik je Emanuel Mori. Danas su svi otoci Mikronezije neovisni, osim Sjevernih Marijana, Guama i Wakea koji su još uvijek pod vlašću SAD-a.

## Vanjske poveznice
- Hrvatska enciklopedija: Mikronezija - Povijest